# Hisashi Abe
 (octobre 2015).
Si vous disposez d'ouvrages ou d'articles de référence ou si vous connaissez des sites web de qualité traitant du thème abordé ici, merci de compléter l'article en donnant les références utiles à sa vérifiabilité et en les liant à la section « Notes et références ».
Hisashi Abe (阿部 永, Abe Hisashi, né en 1933) est professeur de zoologie à l'université de Hokkaidō à Sapporo. Il est l'auteur de diverses publications sur la taxonomie des différentes espèces de mammifères endémiques à l'Asie de l'Est.

## Source de la traduction
- (en) Cet article est partiellement ou en totalité issu de l’article de Wikipédia en anglais intitulé « Hisashi Abe » (voir la liste des auteurs).